# Dresdner Straße metróállomás
Dresdner Straße egy metróállomás Bécsben a bécsi metró U6-os vonalán.

## Szomszédos állomások
A metróállomáshoz az alábbi állomások vannak a legközelebb:
- Wien Handelskai
- Jägerstraße

## Átszállási kapcsolatok
| U6 (Floridsdorf ↔ Siebenhirten) |                        |                         |
| Állomás                         | Átszállási kapcsolatok | Fontosabb létesítmények |
| Dresdner Straße                 | 2 5A, 37A              |                         |